# Фокино (Брянская область)
Фо́кино — город (с 1964) в Брянской области. Образует административную единицу в составе Дятьковского района и одноимённый городской округ.
Назван в честь И. И. Фокина, участника революционных событий в Брянске.
Население — 12 538 чел. (2021).
Распоряжением Правительства РФ от 29 июля 2014 года № 1398-р «Об утверждении перечня моногородов» город включён в категорию «Монопрофильные муниципальные образования Российской Федерации (моногорода), в которых имеются риски ухудшения социально-экономического положения».

## География
Расположен на Придеснинской низменности, на реке Болве, притоке Десны, в 16 километрах к северу от Брянска, на границе Дятьковского и Брянского районов.
Через город проходит железная дорога Брянск — Вязьма.
Ближайшим пригородом является деревня Березино.

## История
История города уходит корнями в 1899 год, когда у деревни Боровки началось строительство цементного завода, получившего название «Мальцовский портландцемент» по фамилии основавшего его предпринимателя Сергея Мальцова. В 1929 году поселение при заводе получило статус рабочего посёлка с названием Цементный Завод, позже сократившимся до «Цементный». В 1933 году в черту посёлка вошла деревня Боровка.
В 1964 году посёлок был преобразован в город Фокино в честь революционера Игната Фокина. 
С 1969 года в состав города включён посёлок Шибенец, где в настоящее время проживает большинство населения.
До 2002 года находился в подчинении Дятьковского района.
С 2002 года Фокино обладает статусом самостоятельного муниципального образования — городского округа в составе Брянской области.

## Население
| 1926    | 1931    | 1939    | 1959    | 1970    | 1979    | 1989    | 1992    | 1996    | 1998    | 2000    | 2001    |
| ------- | ------- | ------- | ------- | ------- | ------- | ------- | ------- | ------- | ------- | ------- | ------- |
| 2200    | ↗2600   | ↗6388   | ↗11 025 | ↗13 138 | ↗14 007 | ↗15 191 | ↗15 400 | ↗15 600 | ↘15 500 | ↗15 600 | ↘15 500 |
| 2002    | 2003    | 2005    | 2006    | 2007    | 2008    | 2009    | 2010    | 2011    | 2012    | 2013    | 2014    |
| ↗15 504 | ↘15 500 | ↘15 300 | ↘15 200 | ↘15 100 | ↘15 000 | ↘14 827 | ↘13 876 | ↘13 824 | ↘13 575 | ↘13 401 | ↘13 333 |
| 2015    | 2016    | 2017    | 2018    | 2019    | 2020    | 2021    |         |         |         |         |         |
| ↘13 238 | ↘13 143 | ↘13 065 | ↘12 938 | ↘12 818 | ↘12 759 | ↘12 538 |         |         |         |         |         |

На 1 января 2025 года по численности населения город находился на 859-м месте из 1124 городов Российской Федерации.
Национальный состав
По итогам переписи населения 2020 года проживали следующие национальности (национальности менее 0,1 % и другое, см. в сноске к строке «Другие»):
| Национальность | Численность, чел. | Доля     |
| -------------- | ----------------- | -------- |
| Русские        | 11 511            | 91,81 %  |
| Украинцы       | 29                | 0,23 %   |
| Цыгане         | 17                | 0,14 %   |
| Таджики        | 13                | 0,10 %   |
| Другие         | 968               | 7,72 %   |
| Итого          | 12 538            | 100,00 % |

## Архитектура

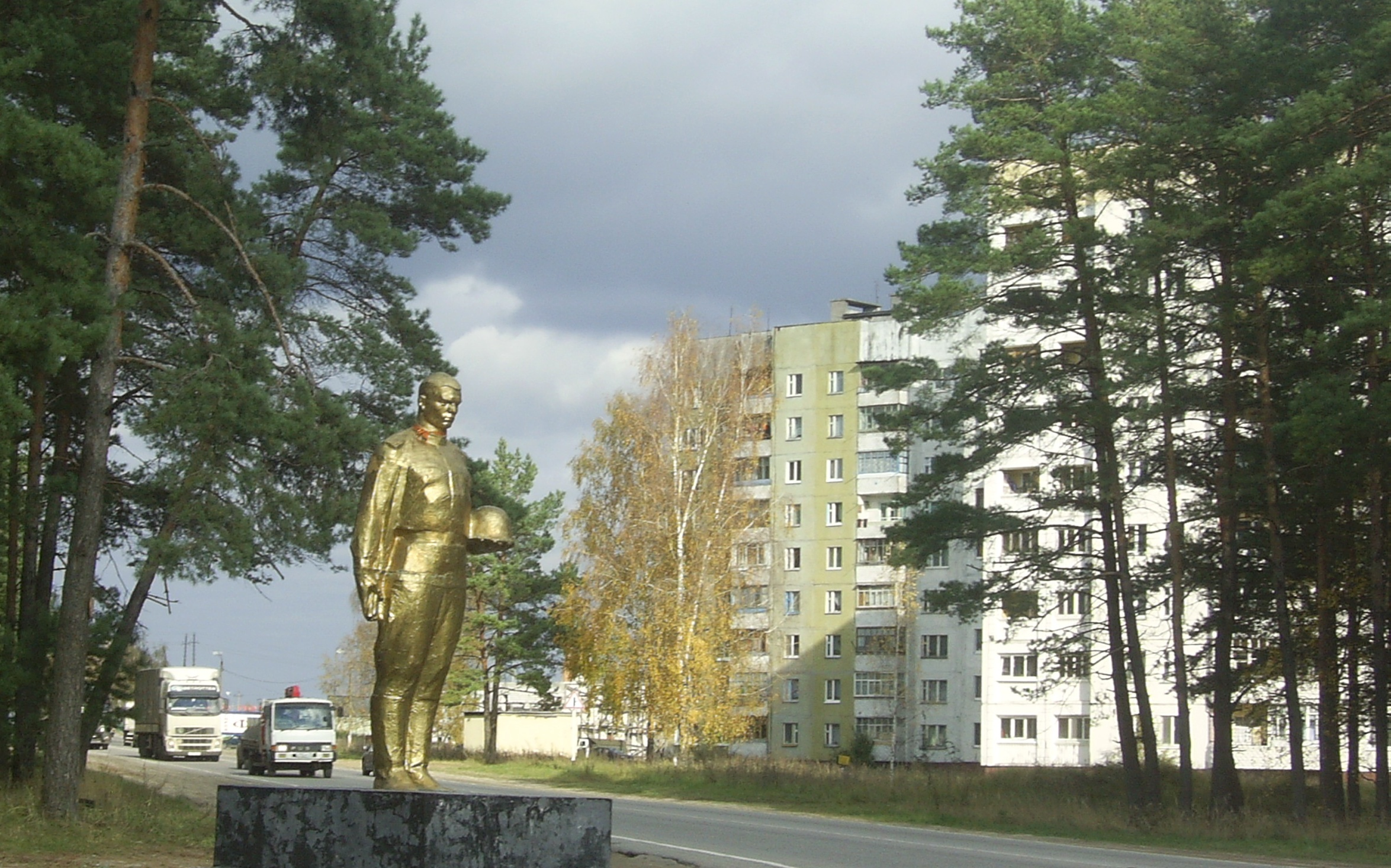
Шибенец

В центральной части города многие дома построены в послевоенные годы пленными немцами. В целом же, архитектурный облик города определяется его промышленными предприятиями, цеха и трубы которых значительно выше гражданских строений. Единственная церковь расположена на окраине города в невысоком приспособленном здании.
В 5 км от основной части города расположен микрорайон Шибенец — спальный район города Фокино. Он застроен в 1970—1990-х годах современными многоэтажными домами с соответствующей инфраструктурой. С 1999 года здесь также имеется свой православный храм.

## Промышленность

Завод «Мальцовский портландцемент»

Градообразующим предприятием является цементный завод «Мальцовский портландцемент».
Также в городе имеются другие предприятия: ОАО «Брянскшифер», завод керамических дренажных труб, завод железобетонных изделий, комбинат асбоцементных изделий.
За 2009 год по предприятиям обрабатывающих производств объём отгруженных товаров собственного производства, выполненных работ и услуг собственными силами составил 4,24 млрд рублей.